# Pactum Lotharii
Pactum Lotharii (рус. Пакт Лотаря) — подписанное 23 февраля 840 года соглашение между Венецианской республикой Пьетро Традонико и Каролингской империей Лотаря I. Этот документ был одним из первых актов, свидетельствующих об отделении зарождающейся Венецианской республики от Византийской империи: впервые дож по собственной инициативе пошел на соглашения с государством западного мира.
Договор включал обязательство со стороны венецианцев помочь империи в её кампании против славянских племён в обмен на гарантию нейтралитета Венеции, а также обеспечения её безопасности с материка. Однако договор не положил конец славянским грабежам, поскольку к 846 году славяне все ещё были серьёзной угрозой, например, угрожая крепости Каролея. Это подчёркивало, что пакт был более символичным, поскольку повторял уже заключённые в прошлом соглашения. Это касалось прав землепользования и отправления правосудия.
Документ позволяет определить границы древнего венецианского герцогства: они совпадали со старой границей наиболее протяженной лагуны, на материке достигали аббатства Святого Иллария и древнего Алтинума.
Pactum Lotharii продлялся королями Карлом III (887 год), Беренгаром I (888 год), Гвидо (891 год), Рудольфом II Бургундским (925 год), Гуго (927 год), Оттоном I (967 год) и Оттоном III (983 год).